# Border Lake Park
Border Lake Park är en park i Kanada.   Den ligger i provinsen British Columbia, i den västra delen av landet, 3 900 km väster om huvudstaden Ottawa. Border Lake Park ligger 98 meter över havet.
Terrängen runt Border Lake Park är huvudsakligen bergig. Border Lake Park ligger nere i en dal. Trakten runt Border Lake Park är nära nog obefolkad, med mindre än två invånare per kvadratkilometer.. Det finns inga samhällen i närheten.
I omgivningarna runt Border Lake Park växer i huvudsak barrskog.